# Coro Qom Chelaalapí
El Coro Qom Chelaalapí fue creado en 1962 en el barrio Toba de las afueras de la ciudad de Resistencia, Chaco, y se convirtió en el primer coro indígena fundado en Latinoamérica. Su nombre significa “Bandada de Zorzales”.
Ha sido declarado patrimonio cultural y símbolo de la cultura chaqueña, por decreto del Poder Ejecutivo chaqueño N° 1.491/2022 y «Patrimonio Cultural Viviente de la Provincia del Chaco», propuesto por UNESCO, en el año 2006.

## Trayectoria
Fue reconocido y declarado oficialmente como Embajador Cultural del pueblo Qom, Coro Oficial de la Provincia del Chaco, Patrimonio Cultural y Símbolo de la Cultura Chaqueña por el Poder Ejecutivo, Patrimonio Cultural Viviente del Chaco (propuesto por la UNESCO-2006), Patrimonio Cultural Viviente (Cámara de Diputados del Chaco) y Declaración de Interés Cultural (Senado de la Nación Argentina, abril de 2008).
Los primeros ensayos de la agrupación, impulsada por Inés García de Márquez, fueron a capela y con el correr del tiempo se incorporaron las sonajas de mate, el N’viké o Novike (violín de lata), el palo de lluvia, el bombo y finalmente las pezuñas de cabra.
En sus 59 años de trayectoria el Coro Qom Chelaalapí recorrió numerosos escenarios provinciales, nacionales e internacionales,  en más de uno de ellos compartieron sus saberes a través de talleres y actividades. En su larga trayectoria, el coro fue realizando diversas experimentaciones musicales, como la fusión con artistas latinoamericanos e internacionales.

## Discografía
- Coro Chelaalapí Meets Lagartijeando (2019, Big In Japan)[7][8][9]
- Remixes & Raíces (2018, Instituto de Cultura Chaco)[10]
- Remixes Coro Chelaalapí (2017, ICC / Club del Disco)[11]

## Presentaciones
En 2018 representó al Chaco en compañía del artista sonoro, productor y DJ Matías Zundel por países vecinos y por Europa, viaje que los llevó por Asunción, Madrid, y Berlín, entre otras capitales. En 2019 abrió y cerró el año con el Chelaalapi Fest, cuya primera edición se concretó en Resistencia y la segunda en el Centro Cultural Recoleta de Buenos Aires. Se presentó también en el Festival Ancestral y Contemporáneo, en el Festival Nómade Solar, en el Festival Bandera de Rosario, y en el Club Belle Epoque de Córdoba.
En 2020, el elenco fue invitado a participar en el Tribal Gathering, evento que se lleva adelante en Panamá y que reunió a más de 60 tribus de todo el mundo con la finalidad de intercambiar experiencias, realizar charlas y shows musicales. “Las y los integrantes del Coro son nuestros embajadores, gracias a sus expresiones artísticas dan a conocer su legado ancestral en cada presentación en Argentina y el mundo. Son parte constitutiva de la rica, diversa e intercultural identidad chaqueña”, agregó la presidenta de Cultura.

## Miembros

### Integrantes Antiguos
Gregorio Segundo (Shetoqshe), Rito Largo (Vaisogoshe),  Amancio Sánchez, Félix Núñez,  Oscar Oliva, Mario Morales (Itaic),  Zunilda Méndez (Igliaque),  Florencio Lezcano (Chiglioyi).

### Integrantes 2021
Rosalía Patricio, Enriqueta Escobilla, Santa Oliva, Rosa Largo, Griselda Morales, Zulma Núñez, Claudio Largo, Elvio Mansilla, Omar Toledo, Diego Castro, Horacio Patricio, Pablo Mansilla y Román Gómez.

### Fallecidos
- Erminda Martínez: Referente del sector de la música.[13]
- Zunilda Méndez: Integrante fundadora del Coro Qom Chelaalapí, del Chaco. Su nombre era Igliaqueque, que significa “abuela valiente”.[14]
- Juan Rescio: Músico, cestero y alfarero de modelado directo y pieza fundamental en el fortalecimiento de nuestra identidad intercultural.[15]
- Gregorio Segundo: Reconocido luthier del Coro Qom Chelaalapí, su especialidad era armar N’viké, violín que emite un sonido particular, una de las marcas más distintivas de la música chaqueña.[16]
- Juana Núñez: Coreuta, artesana y lutier; daba talleres sobre instrumentos autóctonos, siempre preservando los saberes indígenas.[17]
- Ignacio Mancilla: Artista Qom, que ejecutaba el bombo folclórico en el Coro, y quien aportó con su música a la conservación y difusión de la cultura de los pueblos originarios.[18]